# Xã Lincoln, Quận Buena Vista, Iowa
Xã Lincoln (tiếng Anh: Lincoln Township) là một xã thuộc quận Buena Vista, tiểu bang Iowa, Hoa Kỳ. Năm 2010, dân số của xã này là 159 người.